# Four Corners, Florida
Four Corners är en ort (CDP) i Lake County, Orange County, Osceola County, och  Polk County, i delstaten Florida, USA. Enligt United States Census Bureau har orten en folkmängd på 26 116 invånare (2010) och en landarea på 120 km².